# David L. Lambert
David L. Lambert est un astronome britanno-américain, dont les recherches portent sur les atmosphères stellaires, la composition chimique des étoiles et l'évolution chimique de l'Univers.
Né à Ashford dans le Kent en Angleterre, Lambert obtint son PhD en 1965 à l'université d'Oxford. En 1967, il immigra aux USA pour travailler au California Institute of Technology, puis en 1969 à l'Université du Texas à Austin, où il devint professeur en 1974. De 2003 à 2014, il fut directeur de l'observatoire McDonald de l'université du Texas.
David L. Lambert est membre de union astronomique internationale.

## Distinctions
- 1987 : Prix Dannie-Heineman d'astrophysique
- 2007 : Henry Norris Russell Lectureship